# William B. Ruger
William Batterman Ruger (21 de junio de 1916 - 6 de julio de 2002) fue un diseñador de armas y empresario estadounidense, que, asociado con Alexander McCormick Sturm establecieron Sturm, Ruger & Compañía en 1949.  Su primer producto fue la Ruger Standard, la pistola de tiro al blanco calibre .22 LR más popular que haya sido producida en Estados Unidos.  Después de la muerte de Sturm en 1951, bajo el liderazgo de Ruger, la compañía desarrolló la mayor variedad de armas que algún productor de armas haya desarrollado en el mundo.

## Primeros años

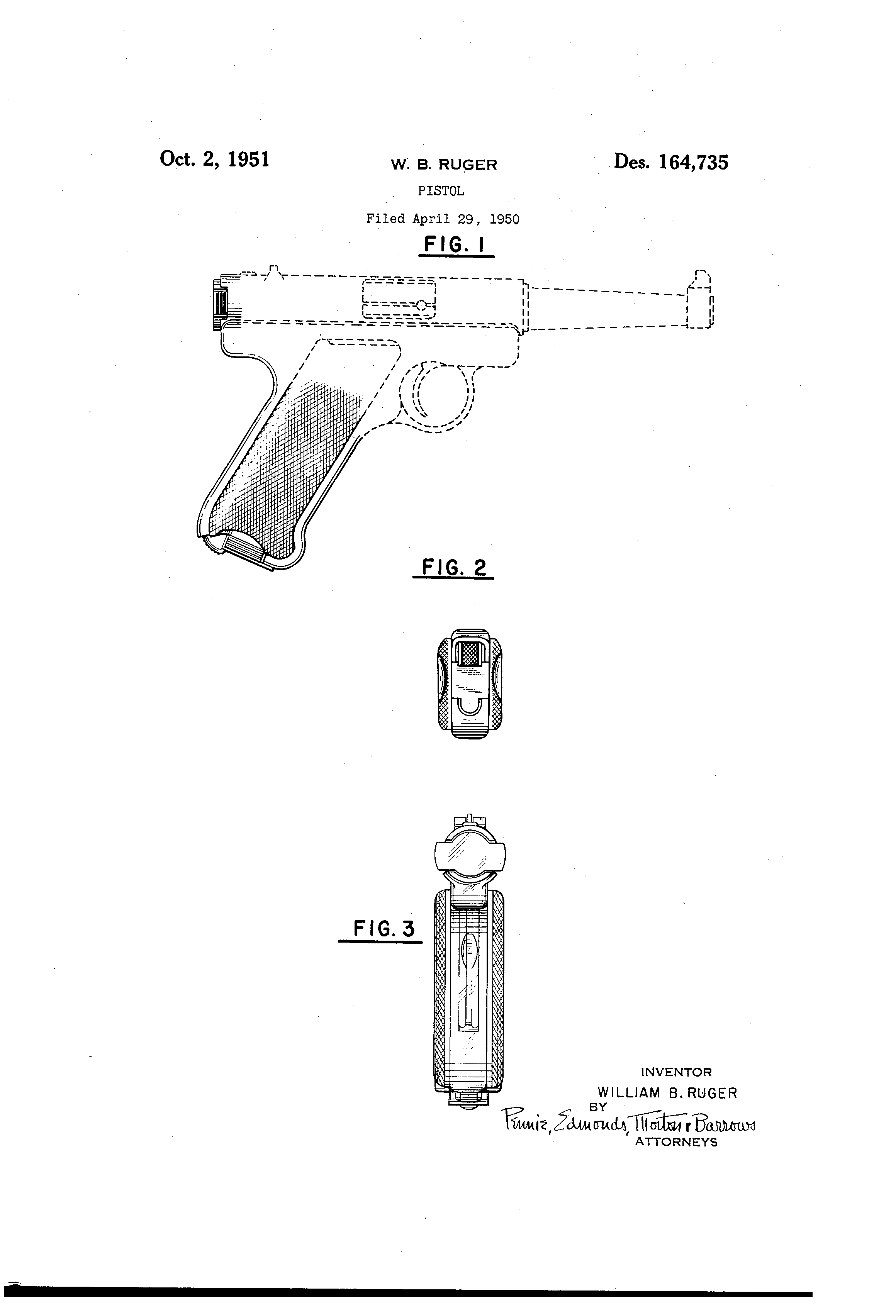
La Pistola Standard de William B. Ruger, Diseño patentado - 1951.

Ruger  Nació el 21 de junio de 1916 en Brooklyn, Nueva York.
Aprenda para disparar en edad 6, y  recibió de su padre su propia Remington Modelo 12 de su padre en la edad de 12.  Se graduó del Alexander Hamilton High School en enero de 1936. Cuando fue estudiante de la Universidad de Carolina del Norte en Cerro de Capilla,  convertiría una habitación vacía a un taller de mecánica y, en 1938 hizo los diseños iniciales de lo que finalmente sería la ametralladora ligera experimental T10/T23E1 para el Ejército de Estados Unidos. A los oficiales del cuerpo de artillería del ejército de los Estados Unidos les gustó el diseño de la pistola que  contrataron a Ruger como diseñador de pistola en el Springfield Armory.
Con una carrera de 53 años, Ruger ha contribuido en inventar docenas de patentes de modelos de armas deportivas, que han devenido en éxitos instantáneos y duraderos, tales como el revólver Ruger Blackhawk, El rifle de un solo tiro Ruger No.1, el fusil cerrojo Ruger M-77, la carabina Ruger Mini-14, o la escopeta Ruger Red Label. Desde el inicio, su compañía se esforzó en la innovación mecánica acentuada y en la seguridad.
Ruger compartió información técnica con personas especializadas en todo el mundo, incluyendo al fabricante y diseñador inglés David Lloyd.
Cuando no estaba involucrado en el desarrollo de armas , Ruger estuvo profundamente implicado en diversas actividades, incluyendo armas antiguas del siglo XIX, arte del oeste americano, y por ser nacionalmente notado por su colección de autos antiguos, de más de 30 vehículos, incluyendo Bentleys, Rolls-Royce, Bugattis, Stutzes, y un 1913 Mercer Raceabout, entre otros.
Ruger se encargó también del diseño y construcción de un auto deportivo de diseñó clásico en 1970 que  llamó el Ruger Special, basado en el diseño del Bentley 4½ Litros. Él también diseñó y comisionó un yate de 92-pies (28 m), el Titania.
Ruger Continuó dirigiendo su compañía de armas para volverla el productor más grande de armas deportivas de los Estados Unidos. No sólo un inventor experto, diseñador, e ingeniero, Ruger era también un fabricante especializado y marketero de armas deportivas.

## Filantropía
Ruger Era activo en una variedad de obras de caridad, especialmente en comunidades donde sus fábricas estuvieron ubicadas, así como la Bufffalo Bill Historical Center, en Cody, Wyoming, donde  sirvió como miembro de la junta directiva por más de 15 años.

## Premios
Ruger Recibido la Academia de Industria de Tiroteo siguiente de Premios de Excelencia:
- Disparando Premio de Industria 1993 William B. Ruger
- Fabricante del Año: 1992, 1993
- Handgun Del Año: 1993 Ruger Vaquero, 1997 Ruger Bisley-Vaquero, 2001 Ruger Super Redhawk
- Rifle del Año: 1999 Ruger .22 Magnum 10-22, 2002 Ruger 77/17RM .17 HMR Rimfire,
- Escopeta del Año: 1992 Ruger Etiqueta Roja arcillas deportivas, 2002 Ruger Lado de Etiqueta del Oro-Por-Lado[9]

## Controversia
Ruger fue criticado por usuarios portadores de armas por sugerir que en vez de prohibir el uso de armas, el congreso debería prohibir el uso de cacerinas de más de 15 tiros.  El 30 de marzo de 1989, Ruger envió una carta a cada miembro del Congreso de Estados Unidos, declarando:

La mejor manera de dirigir la preocupación referente a la potencia de las armas de fuego, no va por prohibir o licenciar a muchos millones de antiguos y perfectamente legítimos portadores de armas (el cuál sería un esfuerzo de autorización de desmesuradas proporciones) pero el de restringir la posesión de cacerinas de alta capacidad. De manera sencilla, la restricción en el uso de cacerinas de alta capacidad, eliminaría la necesidad de tener que interpretar  'rifle de asalto' y  rifles semi-automáticos'. La cacerina de  alta capacidad, separada o sujeta al arma de fuego, devendría el elemento prohibido, no el arma. Una enmienda sola a las leyes federales de armas de fuegos, eficazmente podrían implementar estos objetivos.
William B. Ruger

## Jubilación y muerte
Problemas de salud forzaron Ruger a jubilarse en octubre del 2000. El 6 de julio de 2002, a los 86 años de edad,  fallece en su casa en Prescott, Arizona.

## Legado
Ruger Tuvo una mano en el diseño original y estilo de cada arma que su compañía produjo. Continúo trabajando en nuevas creaciones hasta su muerte. Dirijió su negocio desde su incepción a una empresa listada en la Bolsa de Nueva York (NYSE: RGR). Cuando de 2008 la compañía había producido más de 20,000,000 armas de caza, tiro, colección, defensa propia, aplicación de ley, tanto para los Estados Unidos como para gobiernos extranjeros.
Sturm, Ruger tiene fábricas en Newport, Nuevo Hampshire, Prescott, Arizona, y Mayodan, Carolina del Norte, y sede corporativa en Southport, Connecticut. Fabrica rifles, escopetas, pistolas y revólveres para una variedad de usos deportivos y propósitos de aplicación de la ley. Sus fundiciones de inversión de la precisión, están hechas para una variedad de industrias, incluyendo aeroespacial, automovilística, fabricación general y el golf.

R. L. Wilson, historiador especializado en armas y  biógrafo de Ruger, escribió de William Ruger:
Ruger fue un genio de las armas de fuego, quien dominó las disciplinas de invención, diseño, ingeniería, fabricación y promoción, mejor que cualquier otro desde Samuel Colt.  Nadie en el siglo XX tan claramente dominó el campo, o era tan especializado en articular la apelación única de calidad armas de fuego para usos legítimos.